# Квач Юрій Валерійович
Юрій Валерійович Квач — український зоолог, паразитолог і гідробіолог, фахівець з інвазивних видів риб і їх паразитів, доктор біологічних наук (2019), провідний науковий співробітник Інституту морської біології НАН України. Автор близько 150 наукових праць, зокрема розділів у монографіях і довідниках та великої кількості статей у провідних міжнародних журналах, таких, як «Parasitology Research», «Journal of Applied Ichthyology», «Journal of Helminthology» тощо. Описав три нових для науки види акантоцефал, один вид моногеней і один вид паразитичних війчастих.
Станом на 2024 рік має одні з найвищих наукометричних показників серед зоологів і гідробіологів України: індекс Гірша 18 у Scopus (992 цитування, 97 документів) і 23 у Google Scholar (1774 цитування).

## Життєпис
У 1999 році закінчив кафедру зоології Одеського університету, після чого до 2002 року навчався там само в аспірантурі. З 2002 року з перервами працює в Інституті морської біології НАН України (до 2014 — Одеський філіал Інституту біології південних морів НАН України). У 2005 році захистив кандидатську дисертацію «Гельмінти бичків (Gobiidae) та інших фонових видів риб Одеської затоки та лиманів Північно-Західного Причорномор'я (фауна, екологія)» (спеціальність — зоологія) у вченій раді Інституту зоології НАН України у Києві. У 2008—2009 і у 2014—2017 роках працював постдоком в установах Чехії — Інститут паразитології Академії наук Чеської Республіки та Інституту біології хребетних Академії наук Чеської Республіки. У 2019 році захистив докторську дисертацію «Формування угруповань паразитів у популяціях інвазивних видів риб ряду Бичкоподібних (Actinoterygii: Gobiiformes)» (спеціальність — гідробіологія) у вченій раді Інституту морської біології та здобув відповідний ступінь того ж року.
Під час початку пожежі в Інституті морської біології 4 грудня 2019 року був на робочому місці, втратив у пожежі свої наукові колекції, архіви та обладнання, згодом давав коментарі та інтерв'ю ЗМІ щодо обставин.

## Описані нові для науки таксони
- Acanthocephaloides irregularis Amin, Oğuz, Heckman, Tepe & Kvach, 2011 (Acanthocephala)
- Gyrodactylus ginestrae Kvach, Ondračková, Seifertová & Hulak, 2019 (Monogenea)
- Harpagorhynchus golvaneuzeti Kvach & de Buron, 2019 (Acanthocephala)
- Harpagorhynchus Kvach & de Buron, 2019 (рід)
- Harpagorhynchinae Kvach & de Buron, 2019 (підродина)
- Megistacantha sanghaensis Kvach, Jirků & Scholz, 2016 (Acanthocephala)
- Trichodina lepomi Yuryshynets, Ondračková, Kvach & Masson, 2019 (Oligohymenophorea)